# Еміль Йоганссон
Еміль Йоганссон (швед. Emil Johansson, нар. 11 серпня 1986, Карлскуга) — шведський футболіст, що грав на позиції захисника. Відомий за виступами в низці шведських та закордонних клубів, зокрема, за нідерландський «Гронінген» і норвезький «Молде», а також за національну збірну Швеції.

## Клубна кар'єра
Еміль Йоганссон народився 1986 року в місті Карлскуга, та є вихованець футбольної школи клубу «Дегерфорс». Дорослу футбольну кар'єру розпочав 2005 року в основній команді того ж клубу, в якій грав до 2006 року, взявши участь у 48 матчах чемпіонату.
З початку 2007 року Йоганссон грав у складі команди «Гаммарбю». У середині 2010 року футболіст став гравцем норвезького клубу «Молде», у складі якого грав до середини 2011 року.
У середині 2011 року Еміль Йоганссон став гравцем нідерландського клубу «Гронінген», в якому грав до 2014 року, проте в команді з Гронінгена гравцем основи стати не зумів, та зіграв у її складі лише 8 матчів чемпіонату.
Протягом 2014—2015 років Йоганссон захищав кольори норвезького клубу «Саннес Ульф», проте зіграв у його складі лише 2 матчі.
У 2015 році Еміль Йоганссон повернувся до клубу «Дегерфорс», та захищав його кольори до припинення виступів на професійному рівні у 2017 році.

## Виступи за збірні
Протягом 2007—2009 років Еміль Йоганссон залучався до складу молодіжної збірної Швеції. У складі молодіжної збірної грав на молодіжному чемпіонаті Європи 2009 року, де увійшов до складу символічної збірної турніру. На молодіжному рівні зіграв у 15 офіційних матчах. У 2010 році Еміль Йоганссон дебютував у складі національної збірної Швеції, проте цей матч так і залишився єдиним для футболіста у футболці національної збірної.